# Бодрово
Бо́дрово (болг. Бодрово) — село в Хасковській області Болгарії. Входить до складу общини Димитровград.

## Населення
За даними перепису населення 2011 року у селі проживали 315 осіб.
Національний склад населення села:
| Національність   | Кількість осіб | Відсоток |
| ---------------- | -------------- | -------- |
| болгари          | 246            | 79,6%    |
| цигани           | 52             | 16,8%    |
| турки            | 7              | 2,3%     |
| інша             | 0              | 0%       |
| не визначились   | 4              | 1,3%     |
| Всього відповіли | 309            |          |

Розподіл населення за віком у 2011 році:
Динаміка населення: